# Elecciones al Parlamento Europeo de 2007 (Bulgaria)
Las elecciones al Parlamento Europeo de 2007 en Bulgaria se celebraron el domingo 20 de mayo de 2007 para elegir a los primeros miembros del Parlamento Europeo de Bulgaria.
Se consideró probable que el resultado de las elecciones provocaría una gran crisis política en Bulgaria, debido a los débiles resultados esperados del Movimiento Nacional.
De manera controvertida, los votantes elegibles se limitaron a ciudadanos de Bulgaria y la Unión Europea con su residencia permanente y actual dentro de la Unión y haber estado un mínimo de 60 días de los últimos tres meses antes de las elecciones dentro de sus fronteras. Debido a este requisito, 232.800 personas no pudieron votar, de las cuales 185.000 eran turcos búlgaros residentes en Turquía.

## Situación preelectoral
18 eurodiputados fueron nombrados por Bulgaria para actuar como observadores en el Parlamento antes de la adhesión del país el 1 de enero de 2007. Esos observadores funcionaron como la delegación designada por Bulgaria en el Parlamento Europeo hasta que se celebraron las elecciones el 20 de mayo de 2007.
| Partido | Partido                                                      | Escaños | Partido europeo |
| ------- | ------------------------------------------------------------ | ------- | --------------- |
|         | Partido Socialista Búlgaro (BSP)                             | 6       | PES             |
|         | Movimiento Nacional para la Estabilidad y el Progreso (NDSV) | 4       | ALDE            |
|         | Movimiento por los Derechos y Libertades (DPS)               | 3       | ALDE            |
|         | Unión de Fuerzas Democráticas (UDF)                          | 2       | PPE             |
|         | Demócratas por una Bulgaria Fuerte (DSB)                     | 1       | PPE             |
|         | Unión Popular Búlgara (UPB)                                  | 1       | PPE             |
|         | Unión Nacional Ataque (ATAKA)                                | 1       | ITS             |

## Controversias preelectoral
El Primer Movimiento del Pueblo se había registrado para disputar las elecciones, pero la Comisión Electoral Central lo rechazó.
Las cinco enfermeras búlgaras condenadas a muerte y el médico búlgaro que recibió una sentencia más leve en el juicio por el VIH en Libia estaban programados para presentarse como los seis principales candidatos en la lista del partido Orden, Ley y Justicia, para presionar a Libia a poner en libertad a las enfermeras y aplazar su ejecución por la inmunidad que tendrían como eurodiputadas. Sin embargo, la Comisión Electoral Central los rechazó porque no cumplían los requisitos de residencia.

## Resultados
| Partido                 | Partido                                                      | Votos     | %     | Escaños |
| ----------------------- | ------------------------------------------------------------ | --------- | ----- | ------- |
|                         | Ciudadanos por el Desarrollo Europeo de Bulgaria (GERB)      | 420,001   | 21,68 | 5       |
|                         | Coalición por Bulgaria (BSP)                                 | 414,786   | 21,41 | 5       |
|                         | Movimiento por los Derechos y Libertades (DPS)               | 392,650   | 20,26 | 4       |
|                         | Unión Nacional Ataque (ATAKA)                                | 275,237   | 14,20 | 3       |
|                         | Movimiento Nacional para la Estabilidad y el Progreso (NDSV) | 121,398   | 6,27  | 1       |
|                         | Unión de Fuerzas Democráticas (UDF)                          | 91,871    | 4,74  | 0       |
|                         | Demócratas por una Bulgaria Fuerte (DSB)                     | 84,350    | 4,35  | 0       |
|                         | Coalición de socialdemócratas búlgaros (PSDB-PSD)            | 37,645    | 1,94  | 0       |
|                         | Unión Popular Agraria                                        | 29,752    | 1,54  | 0       |
|                         | Partido Comunista de Bulgaria                                | 18,988    | 0.98  | 0       |
|                         | Unión de Demócratas Libres                                   | 14,392    | 0.74  | 0       |
|                         | Partido Verde de Bulgaria                                    | 9,976     | 0.51  | 0       |
|                         | Unión Civil por la Nueva Bulgaria                            | 9,398     | 0.49  | 0       |
|                         | Orden, Ley y Justicia                                        | 9,147     | 0.47  | 0       |
|                         | Mariya Stoyanova Serkedzhieva (Independiente)                | 5,323     | 0.27  | 0       |
|                         | Nikola Petkov Ivanov (Independiente)                         | 2,782     | 0.14  | 0       |
| Total                   | Total                                                        | 1 937 696 | 100   | 18      |
|                         |                                                              |           |       |         |
| Votos válidos           | Votos válidos                                                | 1 937 696 | 99,09 |         |
| Votos nulos y blancos   | Votos nulos y blancos                                        | 17 750    | 0,91  |         |
| Total                   | Total                                                        | 1 955 446 | 100   |         |
| Inscritos/Participación | Inscritos/Participación                                      | 6 691 080 | 28,6  |         |
| Fuente:                 |                                                              |           |       |         |

## Adscripción por grupos europeos
| Grupo europeo | Grupo europeo                                                       | Partido(s)     | Escaños |
| --- | ------------------------------------------------------------------- | -------------- | ------- |
| | Grupo del Partido Popular Europeo (EPP)                             | GERB: 5        | 5/18    |
| | Grupo de la Alianza Progresista de Socialistas y Demócratas (PES)   | BSP: 5         | 5/18    |
| | Grupo de la Alianza de los Liberales y Demócratas por Europa (ALDE) | DPS: 4 NDSV: 1 | 5/18    |
| | No inscritos (NI)                                                   | ATAKA: 3 1     | 3/18    |
| 1 En el grupo ITS hasta su disolución el 14 de noviembre de 2007, en consecuencia acabaron en el grupo de los No inscritos Fuente: |                                                                     |                |         |